# Annagrazia Calabria
Annagrazia Costanza Calabria (New York, 6 maggio 1982) è una politica italiana, deputata alla Camera dal 11 giugno 2008 al 12 ottobre 2022 per Il Popolo della Libertà e Forza Italia.

## Biografia
Doppia cittadinanza: italiana e statunitense grazie allo ius soli, ottenuto per nascita negli USA. Nipote di Carlo Calabria (European Head of M&A di Merrill Lynch), figlia di Luigi Calabria (ex direttore finanziario di Leonardo-Finmeccanica) e Cynthia Alfonsi (coordinatrice regionale del Lazio del movimento Azzurro Donna), fin dall'adolescenza Annagrazia Calabria frequenta il miniclub azzurro di Forza Italia a Roma.
Nel 2006 si laurea in giurisprudenza alla LUISS Guido Carli della capitale. È stata segretario del comitato scientifico della Fondazione Italia USA dal 2008 al 2014. Nel 2009 entra a far parte dell'Aspen Institute in qualità di Aspen Junior Fellow.

## Attività politica
Alle elezioni amministrative del 2001, all'età di 19 anni, si candida al consiglio comunale di Roma, presentandosi nella lista "Roma Nostra" a sostegno della candidatura dell'europarlamentare Antonio Tajani a sindaco di Roma, ottenendo solo 135 voti di preferenza, e continua poi la sua militanza politica nel movimento di Forza Italia - Giovani per la Libertà all'interno del quale è presidente della commissione per le politiche giovanili nel coordinamento regionale del Lazio.

### Elezione a deputato
Alle elezioni politiche del 2008 viene candidata alla Camera dei deputati, tra le liste del Popolo della Libertà nella circoscrizione Lazio 1 in 23esima posizione, risultando inizialmente non eletta, ma l'11 giugno 2008 subentra come deputata a Gianni Alemanno, eletto sindaco di Roma, divenendo a 26 anni la più giovane deputata della XVI legislatura.
Il 19 gennaio 2009 aderisce all'appello lanciato dal Partito Radicale Transnazionale che, sull'esempio di quanto fatto negli Stati Uniti dal comitato inaugurale di Barack Obama, invita i cittadini italiani a dedicare un giorno di servizio alla propria comunità. Il 27 marzo 2009 il suo intervento apre il congresso fondativo del Popolo della Libertà.
Il 17 dicembre 2010 viene nominata da Silvio Berlusconi coordinatrice nazionale della Giovane Italia, dopo le dimissioni del precedente coordinatore, il consigliere regionale del Lazio Francesco Pasquali, passato a Futuro e Libertà per l'Italia. Calabria affianca così il Presidente Nazionale Giorgia Meloni alla guida dell'organizzazione politica giovanile.
La nomina della Calabria a coordinatrice nazionale della Giovane Italia ha causato all'interno del Popolo della Libertà una serie di prese di posizione critiche da parte di Virgilio Falco, già coordinatore nazionale della struttura studentesca della Giovane Italia e componente della direzione nazionale del movimento giovanile, il quale ha rassegnato le sue "dimissioni irrevocabili" da tutte le cariche di partito il 10 febbraio 2011 rimproverando alla parlamentare la mancanza di preparazione politica, di un passato da militante vera nel partito, e di esperienza sul territorio in amministrazioni locali.
Alle elezioni politiche del 2013 viene rieletta alla Camera dei deputati nella circoscrizione Piemonte 1 per il PdL. Il 16 novembre 2013, con la sospensione delle attività del Popolo della Libertà, aderisce a Forza Italia. Il 24 marzo 2014 diventa membro del Comitato di Presidenza di Forza Italia.
Alle elezioni politiche del 2018 viene rieletta alla Camera dei deputati, nel collegio uninominale Lazio 1 - 03 (Roma-Castel Giubileo) sostenuta dalla coalizione di centro-destra. Diventa vice presidente della Commissione Affari Costituzionali venendo confermata due anni più tardi. L’11 novembre, in occasione del congresso di Forza Italia Giovani, lascia la guida del movimento a Stefano Cavedagna.
La sua attività parlamentare si caratterizza per una grande attenzione ai temi della sicurezza.
Alle elezioni politiche anticipate del 2022 viene candidata al Senato della Repubblica, come capolista di Forza Italia nel collegio plurinominale Lazio - 01, risultando tuttavia non rieletta.